# Orakzais
Orakzai (paixtu اورکزی) és una tribu paixtu que viu bàsicament al Pakistan, al districte de Kohat i a l'Agència d'Orakzai de les Àrees Tribals d'Administració Federal (FATA) dins la NWFP. Està formada per divuit clans. Són musulmans sunnites.

## Història
Orakzai agafen el nom de Wrak Dzoy (fill perdut) relacionat amb una llegenda d'un príncep persa. Una branca, els Ali Khel, es van establir a Swat però en foren expulsats i probablement es van reagrupar a la resta dels orakzais. S'haurien convertit a l'islam al començar el segle xix. Sota domini britànic s'estimava que eren uns 25.000 guerrers el que situaria la població en cent mil, que sembla massa alt. Expedicions militars britànics es van fer el 1855, 1868, 1869, 1891, i especialment la campanya de 1897 (coneguda com a campanya de Tirah).
Les seves gran divisions sota els britànics eren: Masozai, Ismailzai, Laskkarzai, Mishti, Alizai, Malla Khel, 
Muhammad Khel, Sheikan, Daulatzai, Alikhel.

## Source
- Aquest article incorpora text d'una publicació que es troba en domini públic: Chisholm, Hugh. Encyclopædia Britannica (edició de 1911) (en anglès). 11a ed.  Cambridge University Press, 1911.